# Фрейзер, Эррол
Эррол Канут Фрейзер (англ. Erroll Canute Fraser; 30 июля 1950 — 24 декабря 2002) — конькобежец, представлявший на мировом уровне Британские Виргинские Острова. Участник Олимпиады в Сараево.
После отказа во вступлении в нью-йоркский конькобежный клуб из-за цвета кожи выступал под флагом исторической Родины — Британских Виргинских островов. По состоянию на 2013 год является единственным зарегистрированным конькобежцем из этой страны.
Стал первым представителем Британских Виргинских островов, участвовавшим в зимних Олимпийских играх. На Олимпиаде 1984 года в Сараево выступил на двух дистанциях: на дистанции 500 метров показал 40-й результат, а на дистанции в два раза длиннее — 42-й.
Эррол Фрейзер является единственным темнокожим конькобежцем, выступавшим на Олимпиадах в XX веке. В 2006 году первым темнокожим конькобежцем-олимпийским чемпионом стал американец Шани Дэвис.